# Olympische Jugend-Sommerspiele 2018/Teilnehmer (Kroatien)
| Gelbes Symbol für Goldmedaillen mit stilisierten Olympischen Ringen | Graues Symbol für Silbermedaillen mit stilisierten Olympischen Ringen | Braundes Symbol für Bronzemedaillen mit stilisierten Olympischen Ringen |
| ------------------------------------------------------------------- | --------------------------------------------------------------------- | ----------------------------------------------------------------------- |
| —                                                                   | 1                                                                     | 2                                                                       |

Die Jugend-Olympiamannschaft aus Kroatien für die III. Olympischen Jugend-Sommerspiele vom 6. bis 18. Oktober 2018 in Buenos Aires (Argentinien) bestand aus 36 Athleten.

## Athleten nach Sportarten

### Beachhandball
| Mädchen - Silber - Petra Lovrenčević - Saša Sladić - Nika Vojnović - Anja Vida Lukšić - Rea Banić - Mia Tupek - Vanja Perenčević - Mia Bošnjak - Ana Malec | Jungen - 4. Platz - Borna Kolić - Ivan Palac - Tin Brzica - Mateo Budić - Bruno Sudarević - Ivan Hančić - Marko Marunčić - Krešimir Obratov - Marko Pranjić |

### Gewichtheben
Mädchen
- Hermana Dermiček
Superschwergewicht: 9. Platz

### Judo
Mädchen
- Ana Viktorija Puljiz
Klasse bis 44 kg: Bronze 
Mixed: Gold  (im Team Beijing)

### Leichtathletik
Mädchen
- Ana Brkljačić
Kugelstoßen: 12. Platz

### Rudern
| Mädchen - Aria Cvitanović - Izabela Krakić Zweier: 8. Platz | Jungen - Patrik Lončarić - Anton Lončarić Zweier: 6. Platz |

### Schießen
Mädchen
- Marijana Štrbac
Luftpistole 10 m: 11. Platz
Mixed: 5. Platz (mit Abdul-Aziz Kurdzi  Belarus)

### Schwimmen
- 4 × 100 m Lagen Mixed: 23. Platz

| Mädchen - Lucija Šulenta 50 m Rücken: 27. Platz 100 m Rücken: 23. Platz - Nika Čulina 50 m Brust: 30. Platz 100 m Brust: 38. Platz 200 m Brust: 33. Platz | Jungen - Ognjen Marić 200 m Freistil: 29. Platz - Dominik Karačić 50 m Schmetterling: 31. Platz 100 m Schmetterling: 33. Platz 200 m Schmetterling: 28. Platz |

### Segeln
| Mädchen - Palma Čargo Windsurfen: 10. Platz | Jungen - Martin Dolenc Kiteboarding: 10. Platz |

### Taekwondo
| Mädchen - Lena Stojković Klasse bis 44 kg: Bronze - Lucija Domić Klasse bis 63 kg: 5. Platz | Jungen - Josip Teskera Klasse bis 48 kg: 5. Platz |

### Tischtennis
Mädchen
- Andrea Pavlović
Einzel: 25. Platz
Mixed: 17. Platz (mit Martín Bentancor  Argentinien)